# Almenara de Tormes
Almenara de Tormes település Spanyolországban, Salamanca tartományban. Almenara de Tormes Valverdón, El Pino de Tormes, Zarapicos, San Pedro del Valle, Juzbado, San Pelayo de Guareña, El Arco, Aldearrodrigo és Torresmenudas községekkel határos. Lakosainak száma 305 fő (2024).

## Népesség
A település népessége az elmúlt években az alábbi módon változott:
| Lakosok száma | 262  | 257  | 277  | 306  | 286  | 261  | 254  | 262  | 303  | 305  |
|               | 2001 | 2004 | 2007 | 2009 | 2012 | 2014 | 2017 | 2019 | 2022 | 2024 |